# Vaud

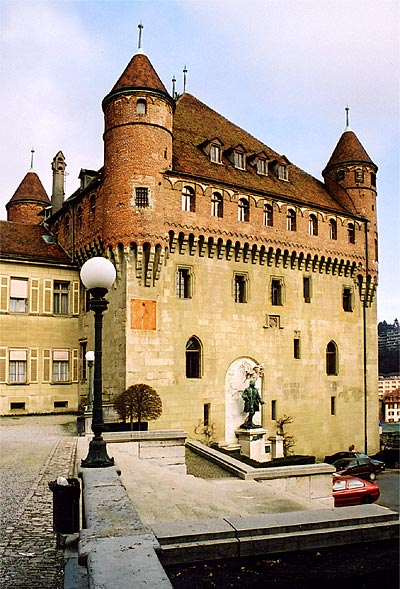
Château Saint-Maire, văn phòng của chính quyền bang

Vaud (tiếng Pháp phát âm là: [vo]) là một trong số 26 bang của Thụy Sĩ và nằm ở Romandy, đây là bang nói tiếng Pháp nằm ở tây nam Thuỵ Sĩ, giáp biên giới với các vùng Auvergne-Rhône-Alpes và Bourgogne-Franche-Comté của Pháp. Thủ phủ bang là thành phố Lausanne. Tên của các bang trong các ngôn ngữ khác của Thụy Sĩ là Vaud trong tiếng Ý (phát âm [Vaud]), Waadt trong tiếng Đức (phát âm là [va ː t]), và VAD trong tiếng Romansh.